# Marcus Grausam
Marcus Grausam (* 21. November 1976 in Kemnath) ist ein deutscher Naturbahnrodler. Er gehört seit 1992 dem deutschen Nationalkader im Naturbahnrodeln an, startet für den RC Kreuth und zählt zu den erfolgreichsten deutschen Athleten im Einsitzer. Als einer der wenigen deutschen Naturbahnrodler konnte sich Marcus Grausam mehrmals unter den besten zehn in Weltcuprennen sowie im Gesamtweltcup platzieren. Als bisher einziger Deutscher gewann er am 14. Februar 2004 in Triesenberg ein Weltcuprennen im Einsitzer und erreichte mit dem siebenten Gesamtrang in der Saison 2003/2004 das bislang beste Ergebnis eines Deutschen im Einsitzer-Gesamtweltcup. Sein bestes Resultat bei Welt- und Europameisterschaften erzielte er 1999 mit dem siebenten Platz bei der Europameisterschaft in Szczyrk. Auf nationaler Ebene gewann er von 1998 bis 2006 siebenmal die Deutschen Meisterschaften im Einsitzer und 2012 erstmals im Doppelsitzer, zudem nahm er im Sommer auch erfolgreich an Rollenrodelwettkämpfen teil.

## Karriere
Grausam nahm von 1992 bis 1996 an fünf Junioreneuropameisterschaften teil und erreichte mit einem neunten Platz 1994 in Längenfeld und dem fünften Rang 1995 in Saint-Marcel/Fénis die bis dahin besten Ergebnisse eines Deutschen bei den seit 1974 ausgetragenen Junioreneuropameisterschaften. Seit 1994 nimmt er auch an internationalen Titelkämpfen in der allgemeinen Klasse teil. Bei der Weltmeisterschaft 1994 in Gsies wurde er 19. im Einsitzer. Bei der Europameisterschaft 1995 in Kandalakscha war Grausam der einzige deutsche Athlet und wurde 21. Bei der Weltmeisterschaft 1996 in Oberperfuss erreichte er den 14. Platz, doch bei der Europameisterschaft 1997 in Moos in Passeier und der Weltmeisterschaft 1998 in Rautavaara erreichte er nur den 24. bzw. 23. Platz.
Im Weltcup erzielte Grausam in der Saison 1996/1997 mit Platz zehn in Obdach sein erstes Top-10-Ergebnis und kam auch im Gesamtweltcup auf Platz zehn. Im Jahr 1998 wurde er zum ersten Mal Deutscher Meister im Einsitzer, bis 2006 gewann er diesen Titel weitere sechs Mal. In der Saison 1998/1999 erreichte Grausam bereits in fünf von sechs Weltcuprennen Top-10-Platzierungen. Damit erzielte er ebenso wie in der Saison 1999/2000, in der er dreimal unter die besten zehn fuhr, als jeweils bester Deutscher den neunten Platz im Gesamtweltcup. Bei der Europameisterschaft 1999 in Szczyrk war Grausam wie schon 1995 der einzige deutsche Starter. Mit seinem siebenten Platz erzielte er nicht nur sein persönlich bestes Ergebnis bei internationalen Titelkämpfen, sondern auch das bislang beste Ergebnis, das je ein Deutscher bei Naturbahnrodel-Europameisterschaften im Einsitzer erreichte. Zuvor war der achte Rang von Josef Spindler im Jahre 1973 die beste Platzierung eines Deutschen gewesen, bei Weltmeisterschaften hatte Hans Noll 1990 ebenfalls einen siebenten Platz erreicht. Ein weiteres Top-10-Resultat bei Großereignissen gelang Grausam im Einsitzer zwar bisher nicht, doch war er während der folgenden Jahre oftmals bester Deutscher bei Titelkämpfen, so auch bei den Weltmeisterschaften 2000 in Olang und 2001 in Stein an der Enns, wo er den 15. bzw. 20. Platz belegte.
Auch im Weltcup blieb Grausam weiterhin der Erfolgreichste der deutschen Mannschaft. In der Saison 2000/2001 verfehlte er mit Platz vier in Moskau nur knapp seine erste Podestplatzierung. Nach dem ersten von zwei Wertungsdurchgängen lag Grausam noch an dritter Stelle, verlor im zweiten Lauf aber in der wichtigen ersten Kurve viel Zeit, und wurde schließlich mit 24 Hundertstelsekunden Rückstand auf den drittplatzierten Anton Blasbichler Vierter. Im Gesamtweltcup erreichte er in diesem Winter mit weiteren zwei Top-10-Platzierungen den achten Platz. Obwohl Grausam im nächsten Winter nur einmal unter die besten zehn fuhr, blieb er mit dem zwölften Gesamtrang erneut bester Deutscher. In der Saison 2002/2003 wurde er allerdings im Gesamtweltcup erstmals vom sieben Jahre jüngeren Georg Maurer geschlagen, der den zwölften Gesamtrang erzielte, während Grausam in keinem Weltcuprennen besser als 13. war und den 14. Gesamtrang belegte. Ein Jahr zuvor war Maurer bereits bei der Europameisterschaft 2002 in Frantschach-Sankt Gertraud schneller als Grausam. Maurer wurde 17. und Grausam 21. Während der nächsten drei Jahre war aber Marcus Grausam wieder der beste Deutsche bei Großereignissen. Bei der Weltmeisterschaft 2003 in Železniki wurde er 16., bei der Europameisterschaft 2004 in Hüttau 15. und bei der Weltmeisterschaft 2005 in Latsch 16. Hier startete er auch erstmals im Mannschaftswettbewerb und erzielte gemeinsam mit Michaela Maurer, Björn Kierspel und Martin Nachmann den achten Platz von zehn Teams.
Nachdem Grausam in den ersten vier Weltcuprennen der Saison 2003/2004 zweimal unter die besten zehn gekommen war, feierte er am 14. Februar 2004 im Parallelwettbewerb von Triesenberg seinen ersten Weltcupsieg. Grausam bezwang auf der ihm gelegenen, technisch anspruchsvollen Strecke im Finale den Österreicher Gernot Schwab um 26 Hundertstelsekunden, nachdem er im Halbfinale bereits den Österreicher Robert Batkowski und im Viertelfinale den Italiener Andreas Gruber geschlagen hatte. Dieser Sieg war zugleich der erste und bisher einzige eines Deutschen Rodlers im Naturbahnrodel-Weltcup überhaupt. Im Gesamtweltcup erzielte Marcus Grausam den siebenten Platz und damit nicht nur sein bestes Gesamtergebnis, sondern das bisher beste, das je ein Deutscher Naturbahnrodler im Einsitzer-Gesamtweltcup erzielte. Vorerst blieb dieser Weltcupsieg jedoch ein herausragendes Einzelergebnis, denn in der Saison 2004/2005 fuhr Grausam nur einmal unter die besten zehn, wurde aber mit dem elften Gesamtrang erneut bester Deutscher, ebenso wie in der Saison 2005/2006, in der er mit drei Top-10-Platzierungen, darunter ein fünfter Platz beim Saisonfinale in Oberperfuss, den neunten Gesamtrang erzielte. Bei der Europameisterschaft 2006 in Umhausen belegte Grausam den 15. Platz und bei der Weltmeisterschaft 2007 in Grande Prairie den 13. Platz im Einsitzer sowie mit Michaela Maurer, Björn Kierspel und Christian Wichan den siebenten und vorletzten Platz im Mannschaftswettbewerb. 2008 wurde er bei der Europameisterschaft in Olang 17.
In den Weltcupsaisonen 2006/2007 und 2007/2008 blieb Grausam ohne Top-10-Ergebnis. Seine besten Saisonplatzierungen waren jeweils ein zwölfter Platz und im Gesamtweltcup belegte er den 15. bzw. 13. Rang. Erst im fünften Weltcuprennen der Saison 2008/2009 fuhr er mit Platz neun in Nowouralsk wieder unter die besten zehn. Im Gesamtweltcup erreichte er damit wie im Vorjahr den 13. Platz, wurde aber erstmals seit drei Jahren wieder bester Deutscher. Bei der Weltmeisterschaft 2009 in Moos in Passeier wurde Grausam 14. und bei der Europameisterschaft 2010 in Sankt Sebastian 18. im Einsitzer sowie zusammen mit Michaela Maurer, Björn Kierspel und Christian Wichan Siebenter im Mannschaftswettbewerb. In der Saison 2009/2010 nahm Grausam nur an drei Weltcuprennen teil. Nachdem er in Umhausen und Latzfons lediglich den 16. Platz erzielt hatte, erreichte er beim Weltcupfinale in Garmisch-Partenkirchen überraschend den zweiten Platz. Das Rennen wurde aufgrund der warmen Witterung in nur einem Wertungslauf entschieden und nur der Gesamtweltcupsieger aus Italien, Patrick Pigneter, konnte Grausams Zeit unterbieten. Marcus Grausam stand damit zum zweiten Mal in seiner Karriere und zum ersten Mal seit sechs Jahren wieder auf dem Siegerpodest eines Weltcuprennens. Im Gesamtweltcup belegte er punktegleich mit Georg Maurer den 14. Platz.
Zu Beginn der Saison 2010/2011 startete Grausam wie im Vorjahr nicht in den beiden Weltcuprennen in Nowouralsk. In den restlichen vier Rennen war sein bestes Resultat der zwölfte Platz in Unterammergau; im Gesamtweltcup belegte er Rang 20. An der Weltmeisterschaft 2011 in Umhausen nahm er nicht teil. In der Saison 2011/2012 nahm Grausam erstmals seit drei Jahren wieder an allen sechs Weltcuprennen teil, wobei er sich meist knapp unter den besten 20 platzierte und 17. im Gesamtweltcup wurde. Erstmals nahm er in diesem Winter auch zusammen mit seiner Vereinskollegin Veronika Nachmann an einem Weltcuprennen im Doppelsitzer teil, das er an elfter und vorletzter Stelle beendete. Mit Nachmann wurde er 2012 auch Deutscher Meister im Doppelsitzer. Bei der Europameisterschaft 2012 in Nowouralsk wurde Grausam 18. im Einsitzer und zusammen mit Kaufmann und dem Doppelsitzer Kierspel/Wichan Siebter im Mannschaftswettbewerb.
Im Sommer nahm Marcus Grausam auch erfolgreich an Wettkämpfen im Rollenrodeln teil. Bei internationalen Rennen erzielte er mehrere Siege und Podestplatzierungen.

## Erfolge

### Weltmeisterschaften
- Gsies 1994: 19. Einsitzer
- Oberperfuss 1996: 14. Einsitzer
- Rautavaara 1998: 23. Einsitzer
- Olang 2000: 15. Einsitzer
- Stein an der Enns 2001: 20. Einsitzer
- Železniki 2003: 16. Einsitzer
- Latsch 2005: 16. Einsitzer, 8. Mannschaft
- Grande Prairie 2007: 13. Einsitzer, 7. Mannschaft
- Moos in Passeier 2009: 14. Einsitzer

### Europameisterschaften
- Kandalakscha 1995: 21. Einsitzer
- Moos in Passeier 1997: 24. Einsitzer
- Szczyrk 1999: 7. Einsitzer
- Frantschach 2002: 21. Einsitzer
- Hüttau 2004: 15. Einsitzer
- Umhausen 2006: 15. Einsitzer
- Olang 2008: 17. Einsitzer
- St. Sebastian 2010: 18. Einsitzer, 7. Mannschaft
- Nowouralsk 2012: 18. Einsitzer, 7. Mannschaft

### Junioreneuropameisterschaften
- Stange 1992: 34. Einsitzer
- Rautavaara 1993: 26. Einsitzer
- Längenfeld 1994: 9. Einsitzer
- Saint-Marcel/Fénis 1995: 5. Einsitzer
- Szczyrk 1996: 13. Einsitzer

### Weltcup
- 7. Platz im Einsitzer-Gesamtweltcup in der Saison 2003/2004
- Weitere vier Mal unter den besten zehn im Einsitzer-Gesamtweltcup
- Ein Sieg (Parallelwettbewerb in Triesenberg am 14. Februar 2004) und ein zweiter Platz

### Deutsche Meisterschaften
- Neunfacher Deutscher Meister im Einsitzer 1998, 1999, 2000, 2003, 2004, 2005, 2006, 2008 und 2010
- Deutscher Meister im Doppelsitzer 2012

## Sonstiges
Grausam ist selbstständiger Schreiner und baut und vertreibt Schlitten. Weiterhin wurde er bei der Fernsehsendung Freizeit 2020 besucht.